# Himerarctia docis
Himerarctia docis là một loài bướm đêm thuộc phân họ Arctiinae, họ Erebidae.

## Hình ảnh

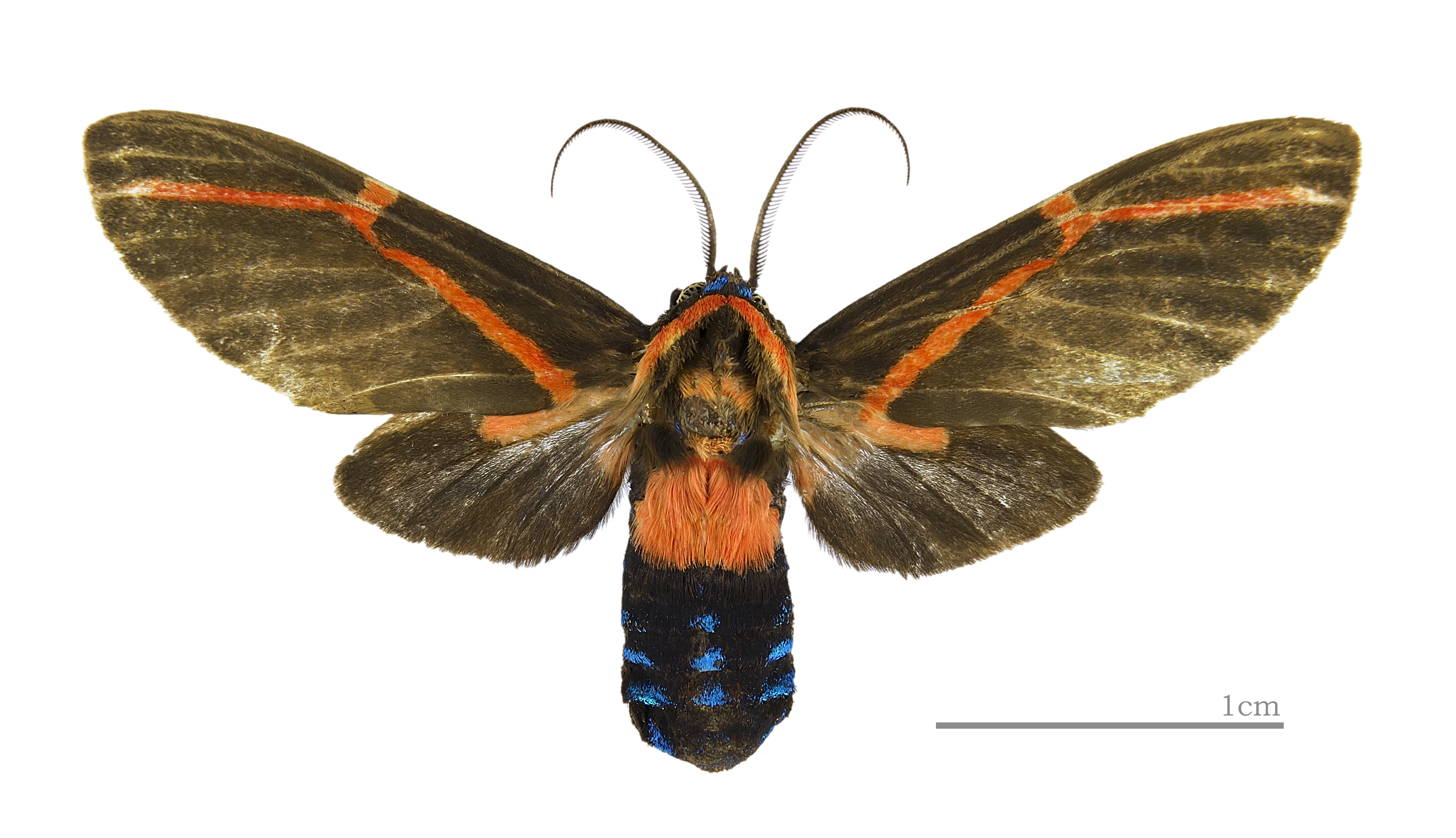
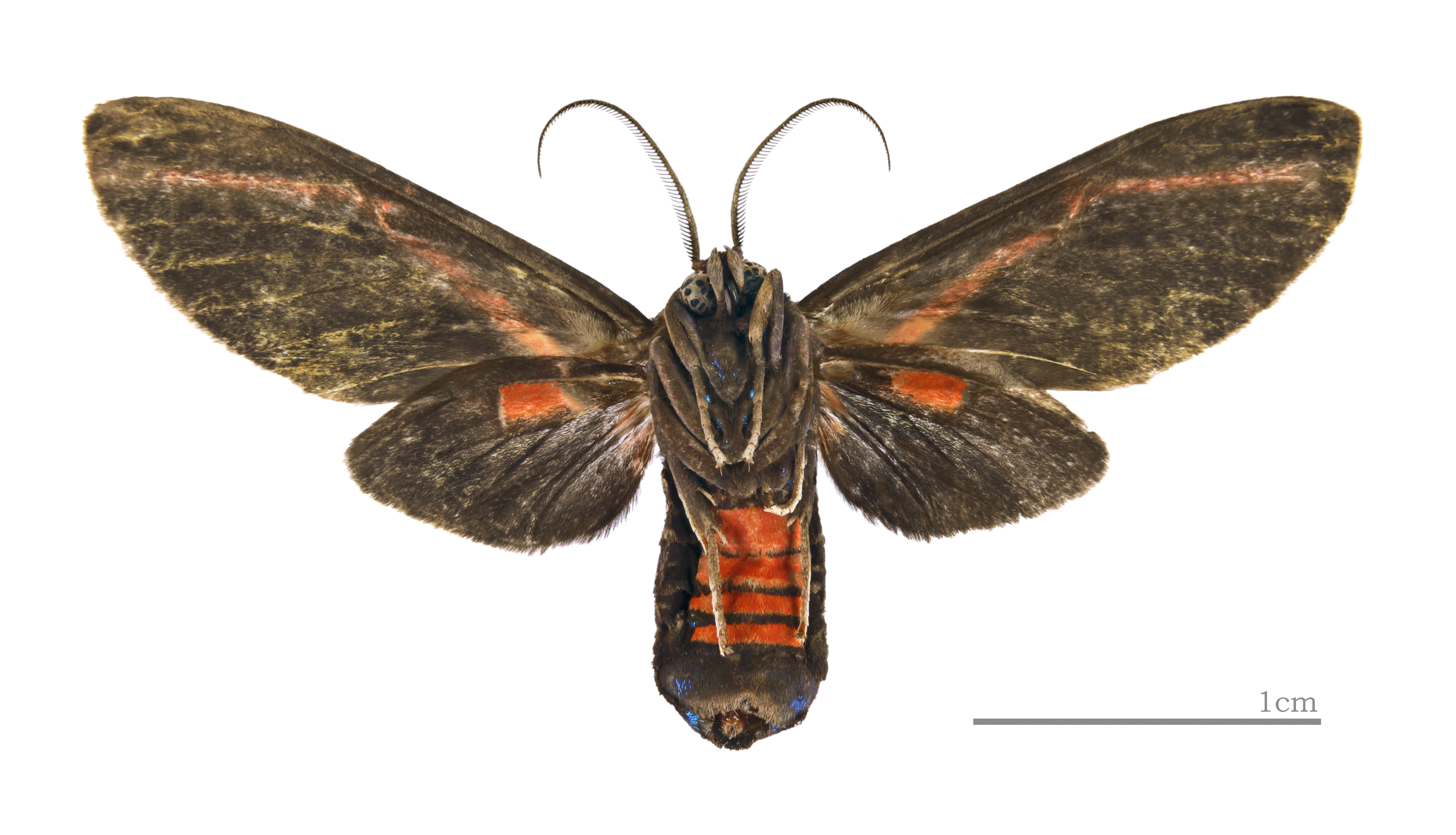
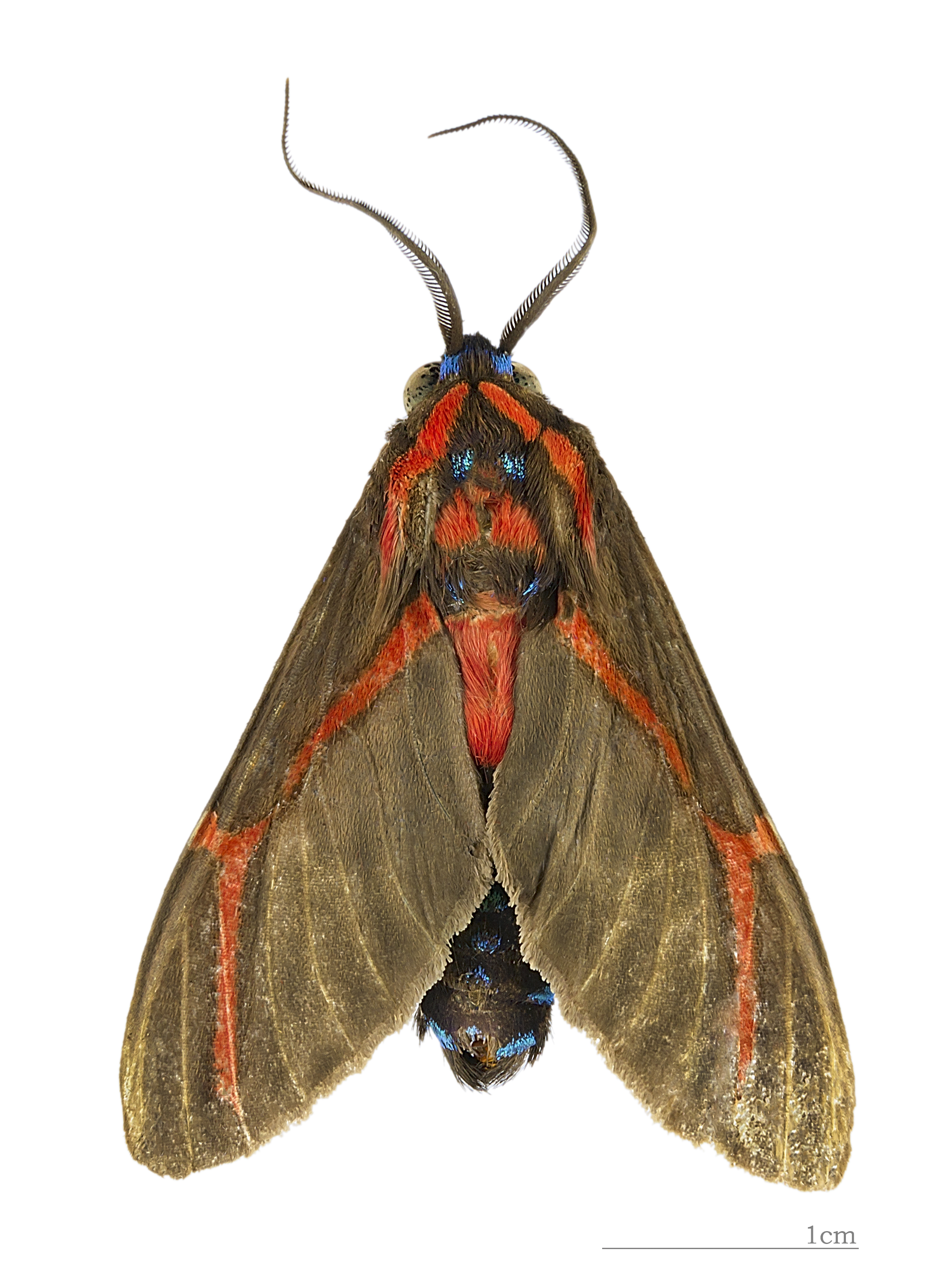